# بوی باران
بوی باران آلبوم موسیقی سنتی ایرانی به آهنگ‌سازی و رهبری حسین یوسف‌زمانی و خوانندگی محمدرضا شجریان است که در دستگاه چهارگاه و افشاری در سال ۱۳۷۸ ساخته شده‌است.

## شرح

### هنرمندان

#### همنوازان آواز
- تار: شهرام میرجلالی
- پیانو: حریر شریعت‌زاده

#### نوازندگان سازهای ایرانی
- نی: حسن ناهید
- کمانچه: اردشیر کامکار
- تار: شهریار فریوسفی، سیامک نعمت ناصر
- سنتور: مجید اخشابی
- تنبک: همایون شجریان

#### نوازندگان سازهای جهانی
- ویولون: ارسلان کامکار، ابراهیم لطفی، رضاعالمی، هادی ارزم، مجتبی میرزاده، مازیار ظهیرالدینی، رامین یوسف‌زمانی، رسول بهبهانی.
- آلتو: عماد رضایی، رسول بهبهانی، پویا خوش‌آهنگ (یوسف‌زمانی)، لعیا اعتمادی.
- ویولن‌سل: کریم قربانی، مجید اسماعیلی
- کنتر باس: شاهین یوسف زمانی
- فلوت: ناصر رحیمی
- ابوا: کامران علی‌آقا
- کلارینت: سعید اتوت
- فاگوت: علیرضا شیبانی
- همخوان باس، سینتی سایزر (تیمپانی، تامبورین، تراینگل): شاهین یوسف‌زمانی

### فهرست
1. مقدمه چهارگاه ۴:۴۲
2. ساز و آواز / مخالف - جمله دوم مخالف - جمله سوم مخالف - فرود مخالف ۸:۵۱
3. ساز و آواز زابل / زابل / ۱:۵۱
4. ساز و آواز حصار / حصار - جمله دوم - فرود حصار ۲:۰۹
5. ساز و آواز منصوری / منصوری - زابل / ۱:۳۵
6. ساز و آواز مویه / مویه - فرود مویه به چهارگاه / ۲:۱۷
7. تصنیف بوی باران / ۶:۵۳
8. مقدمه افشاری / ۴:۰۳
9. تک‌نوازی تار و چهارمضراب افشاری / (تار و تنبک) / ۳:۵۷
10. ساز و آواز / درقالب پرسه‌خوانی / ۶:۳۴
11. ساز و آواز درآمد عراق / عراق / ۱:۲۲
12. چهار مضراب (تار و تنبک) / عراق - نهیب - حزین - اوج / ۳:۰۴
13. ساز و آواز عراق / عراق - حزین - بیات راجه - جامه‌دران - رهاب - فرود به شور / ۴:۰۳
14. ساز و آواز مثنوی افشاری / ۵:۴۵
15. تصنیف نی‌زن / ۸:۲۵

## ترانه‌ها

### پرواز با خورشید
آواز چهارگاه، شعر از فریدون مشیری

(مخالف)

بگذار که بر شاخه این صبح دلاویز
بنشینم و از عشق سرودی بسرایم
(مخالف)

آنگاه به صد شوق چو مرغان سبکبال
پرگیرم از این بام و به سوی تو بیایم
(مخالف)

خورشید از آن دور از آن قله پر برف
آغوش کند باز همه مهر همه ناز
(مخالف)

سیمرغ طلایی پر و بالی است که چون من
از لانه برون آمده دارد سر پرواز
(مخالف)

پرواز به آنجا که نشاط است و امید است
پرواز به آنجا که سرود است و سرور است
(مخالف)

آنجا که سراپای تو در روشنی صبح
رویای شرابیست که در جام بلور است
(شکسته مویه)

آنجا که سحر گونه گلگون تو در خواب
از بوسه خورشید چو برگ گل ناز است
(مخالف فرود)

آنجا که من از روزن هر اختر شبگرد
چشمم به تماشا و تمنای تو باز است «یارا»
(زابل)

من نیز چو خورشید دلم زنده به عشق است
راه دل خود را نتوانم که نپویم
(زابل)

هر صبح در آیینه جادویی خورشید 
چون می‌نگرم او همه من، من همه اویم
(حصار)

او روشنی و گرمی بازار وجود است
در سینه من نیز دلی گرمتر از اوست
(حصار)

او یک سر آسوده به بالین ننهاده‌است
من نیز به سر می‌دوم اندر طلب دوست
(منصوری)

ما هر دو در این صبح طربناک بهاری
از خلوت و خاموشی شب پا به فراریم
(منصوری)

ما هر دو در آغوش پر از مهر طبیعت
با دیده جان محو تماشای بهاریم
(مویه)

ما آتش افتاده به نیزار ملالیم
ما عاشق نوریم و سروریم و صفاییم
(مویه فرود)

بگذار که سرمست و غزلخوان من و خورشید
بالی بگشاییم و به سوی تو بیاییم

### رو سر بنه به بالین تنها مرا رها کن
(درآمد افشاری)

رو سر بنه به بالین تنها مرا رها کن                        
ترک من خراب شبگرد مبتلا کن، شبگرد مبتلا کن
رو سر بنه به بالین تنها مرا رها کن                        
ترک من خراب شبگرد مبتلا کن
(جامه دران)

ماییم و موج سودا، شب تا به روز تنها         
خواهی بیا ببخشا، خواهی برو جفا کن
(جامه دران)

از من گریز تا تو، هم در بلا نیفتی)

از من گریز تا تو، هم در بلا نیفتی                            
بگزین ره سلامت، ترک ره بلا کن
(جامه دران)

ماییم و آب دیده، در کنج غم خزیده
بر آب دیده ما، صد جای آسیا کن
(عراق)

خیره کشی ست ما را، دارد دلی چو خارا      
بکشد کسش نگوید، تدبیر خونبها کن
(حزین)

بر شاه خوبرویان واجب وفا نباشد)
               
ای زرد روی عاشق، تو صبر کن وفا کن
(جامه دران)

دردی ست غیر مردن، آن را دوا نباشد، دوا نباشد         
پس من چگونه گویم که این درد را دوا کن
(رهاب)

در خواب دوش پیری، در کوی عشق دیدم     
با دست اشارتم کرد که، عزم سوی ما کن

### ای خدا این وصل را هجران مکن
آواز مثنوی افشاری، شعر از مولوی.

(مثنوی)

ای خدا این وصل را هجران مکن
سرخوشان عشق را نالان مکن
(مثنوی)

باغ جان را تازه و سرسبز دار
قصد این بستان و این مستان مکن
(مثنوی)

چون خزان بر شاخ و برگ دل مزن
خلق را مسکین و سرگردان مکن
(مثنوی)

بر درختی کآشیان مرغ توست
شاخ مشکن مرغ را پرّان مکن
(مثنوی)

شمع جمع خویش را بر هم مزن
قصد این پروانه حیران مکن
(مثنوی)

نیست در عالم ز هجران تلختر
هر چه خواهی کن ولیکن آن مکن

### تصنیف بوی باران
شعر از فریدون مشیری
| بوی باران، بوی سبزه، بوی خاک           |
| آسمانِ آبی و ابرِ سپید                   |
| عطر نرگس، رقص باد                      |
| خلوت گرم کبوترهای مست                  |
| نرم نرمک می‌رسد اینک بهار               |
| خوش به حال چشمه‌ها و دشت‌ها              |
| خوش به حال غنچه‌های نیمه‌باز             |
| خوش به حال جام لبریز از شراب           |
| ای دل من گرچه در این روزگار            |
| ای دریغ از تو اگر چون گل نرقصی با نسیم |
| ای دریغ از من اگر مستم نسازد آفتاب     |
| ای دریغ از ما اگر کامی نگیریم از بهار  |
| گر نکوبی شیشه غم را به سنگ             |

### تصنیف نی‌زن
شعر از فروغی بسطامی
| گر عارف حق بینی، چشم از همه برهم زن چون دل به یکی دادی، آتش به دو عالم زن       |
| هم چشم تماشا را بر روی نکـو بگـشا هم دست تمنا را بر گیسوی پُر خَم زن              |
| هم نکتهٔ وحدت را با شاهد یکتاگو هم بانگ اناالحق را بر دار معظم زن                |
| گر تکیه دهی وقتی، بر تخت سلیمان ده ور پنجه زنی روزی، در پنجه رستم زن            |
| گر دردی از او بردی، صد خنده به درمان کن ور زخمی از او خوردی، صد طعنه به مرهم زن |
| چون ساقی رندانی، می با لب خندان خور چون مطرب مستانی، نی با دل خرم زن            |

ساقی نامه حافظ
| مغنی از آن پرده نقشی بیار ببین تا چه گفت از درون پرده‌دار |
| چنان برکش آواز خنیاگری که ناهید چنگی به رقص آوری         |

تکرار دو بیت از شعر فروغی بسطامی
| گر عارف حق بینی، چشم از همه برهم زن چون دل به یکی دادی، آتش به دو عالم زن |
| هم چشـم تماشا را بر روی نکو بگشا هم دست تمنا را بر گیسوی پر خم زن         |

## منبع
بوی باران
- پایگاه مجازی تخصصی لطیفهٔ نهانی، برگرفته از کتاب هزار گلخانهٔ آواز، نوشتهٔ حمید جواهریان.